# Hevossaari (Heinola)
Hevossaari est le quartier XXIII de la municipalité d'Heinola en Finlande.
Hevossaari est aussi la plus grande île du lac Ruotsalainen.

## Présentation
À l'ouest de l'île se trouve Kausanselkä, au nord se trouve Kollarinselkä, à l'est et au sud se trouve Hevossaaren ou Uittimensalmi. 
L'île mesure environ 0,5 km x 1,5 km.
Hevossaari a une plage et d'autres lieux de baignade. Le tour de l'île est possible pour les rameurs et les pagayeurs.
Le tour est de 10-15 km selon le point de départ.
L'île est accessible par la route et est desservie par un bus local pendant les heures de trajet. Le chemin de fer vers l'île est actuellement peu utilisé.